# Palaeomolis purpurascens
Palaeomolis purpurascens är en fjärilsart som beskrevs av George Francis Hampson 1909. Palaeomolis purpurascens ingår i släktet Palaeomolis och familjen björnspinnare. Inga underarter finns listade i Catalogue of Life.